# Михаило IV Пафлагонац
Михаило IV Пафлагонац (грч. Μιχαήλ Δ΄ Παφλαγών; 1010-10. децембра 1041) је био византијски цар и (1034—1041) и други муж царице Зоје, ћерке Константина VIII (савладар 976 — 1025, цар 1025—1028). Припадао је цивилном племству, једној од сукобљених страна у Византији током XI века.
Михајло IV је био сељак из Пафлагоније који свој успон на царски трон дугује свом брату евнуху Јовану Орфанотрофу који је био високи дворанин и практично га је потурио за љубавника остарелој царици Зоји. Када је Роман III (1028—1034) умро 11. 04. 1034. године у свом купатилу, његова супруга Зоја се истог дана удала за свог младог љубавника и Михајло је постао нови цар.
Непосредно по ступању Михаила на престо, Јован ставља царицу у неку врсту кућног притвора да би спречио, да његовог брата стигне судбина првог Зојиног супруга. Сам Михајло практично није био у стању да влада јер је боловао од епилепсије и његово стање се временом само погоршавало, тако да се власт de facto налазила у рукама његовог брата Јована.
Сам Јован се показао као способан владар, али је зато драстично повећао порезе и намете, који нису пунили само државну касу већ и џепове самог Јована и његових рођака. Поред тога он уводи словенском становништву да плаћа порезе у новцу, уместо дотадашњег плаћања у натури што доводи до великог револта међу Словенима. Део њих у Дукљи је већ 1035. године покушао да се ослободи византијске власти предвођен Стефаном Војиславом (1038—1050.), али је устанак угушен, а сам Војислав се у августу нашао у византијском затвору, но већ крајем 1037. или почетком 1038. године је Војислав подигао нову побуну и заузео земље Срба. Међутим кап која је прелила чашу међу Словенима одиграла се 1037. године када је умро охридски архиепископ Словен Јован, на његово место бива постављен хартофилакс цркве Божанске Мудрости Лав, који је био Грк. Тако је аутокефална словенска црква замењена грчком црквом која је отпочела процес хеленизације словенског становништва. Као последица промене пореза из натуре у новац и отпочињања хеленизације долази до великог словенског устанка у Поморављу и Повардарју 1040. године.
На челу устанка се нашао Петар Дељан (који је тврдио да је Самуилов унук), а ускоро је и у Драчкој теми букнула друга словенска побуна предвођена Тихомиром, тако да је за кратко време устанак дошао до самог Солуна. Иако је снажно отпочео, устанак је већ 1041. године био разбијен захваљујући издаји некадашњег византијског стратега Теодосијопоља и сина Јована Владислава (1015—1018.) Алусијана, после чега је византијска војска предвођена Михајлом IV без много муке скршила преостали отпор. Међутим последица овог војног ангажовања епилептичног цара било је драстично погоршање његовог стања и он децембра исте године умире. Сахрањен је у манастиру светих Козме и Дамјана, који је обновио и у коме се пред смрт замонашио.
Нови византијски цар постаје синовац Михајла IV и Јована Михајло (V) (1041—1042.) кога је царица Зоја под Јовановим утицајем усвојила пред Михајлову смрт, доделивши му титулу цезара.

## Долазак на двор
Јако увређена, прво у своме поносу, што је тако одбачена, Зоја је била незадовољна још из других разлога, који немају никаква посла са самољубљем и са државним разлозима; уз то,. као да је ишао да преврши меру. Цару Роману Аргиру је, у исто време кад ју је напустио, пало на ум да одједном обузда њене луде трошкове. Помамљена, и осећајући више но икад привлачност пустоловина, Зое је тражила утехе, и без муке је нашла. Она је одликовала Константина, који је на двору вршио дужност великога телохранитеља, а за њим другог једног Константина, из велике породице Мономаха, кога је његово сродство с царем увело у двор. Обојица су јој се допала за тренутак због своје лепоте, љупкости, младости; али та је милост мало трајала. Ускоро Зоја утврди свој избор на другом једном љубавнику. Међу пријатељима Романа III био је један евнух, по имену Јован, човек уман, искварен, и у великој милости код цара. Тај Јован је имао једнога брата, који се звао Михаило, младић необичне лепоте, жива ока, бела лица, господског стаса, чију заводничку и неодољиву драж савремени песници сложно хвале. Јован га представи двору; он се допаде цару, који га узе себи у службу; он се још више допаде царици, код које се одмах разбукта велика страст. И „како је она“, каже Псел, „била неспособна да заповеда својим жељама“, Није се смирила док јој лепи Михаило није вратио љубав.
Онда се у двору одиграла једна врло занимљива комедија, коју је Псел испричао не без нешто заједљивости. Пре је Зоја из свег срца мрзела сељачког сина из Пафлагоније, изузетно способног, али и потпуно бескрупулозног човека, који је заправо повлачио конце интриге евнуха и монаха Јована Орфанотрофа; сад, да би имала прилике да говори о ономе кога је волела, она га је љубазно предусретала, звала га себи, и казала му да каже своме брату да ће, кадгод се пријави, наићи на леп дочек код своје владарке. Младић, који није разумео ту наглу и необичну благонаклоност, долазио је код Зоје на подворење, доста збуњена изгледа, узбуђена и поцрвенела лица. Али га је царица храбрила; она му се љубазно смешила, ублажавала је за његову љубав строгост своје страшне обрве, чак му је издалека напомињала своја осећања спрам њега.

## Љубавник царице Зоје
Михаило, кога је брат упућивао, најзад, разумеде. Он постаде дрзак; од нежних покрета он пређе на пољупце; ускоро, он се још више осмели, „мање занесен“, можда вели безобразно Псел, „дражима те госпође мало више зреле него поласкаи у своме поносу славом једне царске пустоловине“. Зоја, врло озбиљно занета, показала се врло необазрива. Виђали су је како пред светом љуби свога милосника, како седа с њиме на исту софу. Природно, уживала је да свога љубимца кити као каквог идола, покривала га је накитом и сјајним оделом, и обасипала скупоценим поклонима. Још више: једнога дана паде јој на ум да га посади на сам царски престо, с круном на глави и скиптром у руци, и прибијајући се уз њега, тепала му је најнежнијим именима:
Идоле мој, лепи цвете мој, радости мојих очију, утехо моје душе.
Један од дворских људи, који случајно уђе, умало не паде у несвест пред тим неочекиваним призором; али Зоја, не бунећи се, заповеди му да клекне пред ноге Михаилове изјавивши:
Он је отсад, он ће једнога дана заиста бити цар.
Цео је двор знао за везу Михаила и Зоје. Једини Роман није, наравно, ништа опажао. Неколико његових пријатеља, и сестра му Пулхерија, која је мрзела царицу мислили су да треба да му отворе очи. Али цар није хтео ништа да верује: и како је то био више доброћудан владар, он се задовољио што је позвао Михаила у свој кабинет и питао га шта је истина од целе те историје. Овај је тврдио да је он невина жртва гнусних клевета; и василеус, убеђен, заволи га још више него пре. Да би му показао своје поверење, он је дотле ишао да га је увео у приватни живот царске одаје; у вече, кад би лежао у постељи поред Зоја, звао је младога човека код постеље и молио га да му трља ноге. Један мало одвише чедан хроничар каже:
Је ли вероватно да му се никад није десило да радећи то не додирне василисине ноге?
Роман се није много бринуо о томе; тај цар није био љубоморан муж.
А било је још нешто што га је сасвим умирило, ако је то било потребно. Лепи Михаило патио је од једне врло непријатне болести: имао је наступе падавице. Владар је потом изјавио:
Заиста, такав један човек не може да воли ни да буде вољен.
Ипак, с временом, Роман није више могао сумњати у своју несрећу; али, будући филозоф, више је волео да до краја ништа не види. Он је познавао Зое; знао је да се, ако јој одузме Михаила, излаже опасности да је баци у нове многобројније пустоловине, и сматрајући да је за царско достојанство боља једна једина и трајна веза него читав низ видних скандала, он систематски затвори очи пред очевидношћу. Пселос каже:
И веза царичина би отворено објављена, и изгледало је да је добила снагу закона.

## Долазак на престо
Међутим, Роман се на очиглед мењао. Није више јео, рђаво је спавао; нарав му се променила. Постао је напрасит, љут, непријатан; није се више: смејао, сумњао је у свакога, љутио се за сваку ситницу; нарочито је жалосно опадао. Он је упорно хтео да савесно врши своју царску дужност; али под тим лепим парадним оделом он је изгледао као мртвац, измучена лица, жуте боје, кратког и задиханог даха; коса му је опадала и остављала широке празнине. Изгледа да су Михаило и Зоја давали несрећном цару, који им је ипак врло мало сметао, неки спори отров који је требало да их ослободи његовог досадног присуства. Али ствар још није ишла довољно брзо по жељи заљубљене царице. Зато, како је на велики четвртак ујутру 11. 04. 1034. године цар отишао у купатило, у тренутку кад је, по обичају, загњурио главу у воду базена, неколико упућених слугу задржаше му је у том положају мало дуже но што би требало; извукоше га из воде онесвешћеног и три четврти угушеног. Однеше га у постељу; једва је дисао; није више могао да говори; међутим, дошавши себи, још је тражио да знацима изрази своју вољу. Али видећи да га не разумеју, он тужно затвори очи, и после кратког ропца, издахну. Зоја се, у тим приликама, није чак ни потрудила да сакрије своја осећања. Дотрчавши, на прву вест о несрећи, у царску собу, да би се сама уверила у каквом се стању налази њен муж, она није сматрала за потребно да присуствује његовом последњом часу. Имала је пречих брига.
Зоја је мислила само на једну ствар: да осигура царство Михаилу. Узалуд су је дворски људи,. стари службеници њенога оца Константина, опомињали да промисли мало, да своју руку да само најдостојнијем, нарочито да се сувише не потчињава своме новоме супругу. Она је мислила само на свога љубазника. С друге стране, евнух Јован, лукав политичар, журио ју је да се што брже реши и говорио је:
Ми смо сви пропали ако се оклева.
Не чекајући дакле више, исте ноћи, између великог четвртка и петка, Зоја позва Михаила у двор; она му даде да обуче царско одело, метну му круну на главу, посади га на престо, седе поред њега, и заповеди свима присутнима да га признају за законитог владара. Патријарх, позват усред ноћи, журно дотрча. Мислио је да ће наићи на Романа; наместо њега он нађе у великом златном Триклинијуму Зоја и Михаила у свечаном оделу, и царица му затражи да без одлагања благослови њено венчање са новим василеусом. Првосвештеник се устезао: да би га приволели, начинише му богат поклон од педесет ливара у злату, и обећаше исту толику суму за његове свештенике: пред тим доказима он се приклони и послуша. Сутрадан ујутру, буде позван и Сенат да ода своје поштовање новом господару и да учини последње почасти дојучерашњем. И док су Романа III, који се није могао познати и био већ у распадању, односили, по обичају, откривена лица, — Псел, који је видео пратњу, дао је о томе призору слику са поражавајућим реализмом, — у Светој Палати великодостојници су понизно клечали пред Михаилом и љубили руку срећноме скоројевићу. Зоја није употребила ни двадесет п четири сата да постане удовица и да се преуда.
Зое је мислила само на једну ствар: да осигура царство Михаилу. Узалуд су је дворски људи,. стари службеници њенога оца Константина, опомињали да промисли мало, да своју руку да само најдостојнијем, нарочито да се сувише не потчињава своме новоме супругу. Она је мислила само на свога љубазника. С друге стране, евнух Јован, лукав политичар, журио ју је да се што брже реши: „Ми смо сви пропали, говорио је, ако се оклева.“ Не чекајући дакле више, исте ноћи, између великог четвртка и петка, Зое позва Михаила у двор; она му даде да обуче царско одело, метну му круну на главу, посади га на престо, седе поред њега, и заповеди свима присутнима да га признају за законитог владара. Патријарх, позват усред ноћи, журно дотрча. Мислио је да ће наићи на Романа; наместо њега он нађе у великом златном Триклинијуму Зое и Михаила у свечаном оделу, и царица му затражи да без одлагања благослови њено венчање са новим василеусом. Првосвештеник се устезао: да би га приволели, начинише му богат поклон од педесет ливара у злату, и обећаше исту толику суму за његове свештенике: пред тим доказима он се приклони и послуша. Сутрадан ујутру, буде позван и Сенат да ода своје поштовање новом господару и да учини последње почасти дојучерашњем. И док су Романа III, који се није могао познати и био већ у распадању, односили, по обичају, откривена лица, — Пселос, који је видео пратњу, дао је о томе призору слику са поражавајућим реализмом, — у Светој Палати великодостојници су понизно клечали пред Михаилом и љубили руку срећноме скоројевићу. Зое није употребила ни двадесет п четири сата да постане удовица и да се преуда.

## Владавина
Цар Михаило показао се као способан владар и храбар војсковођа, али патио је од епилептичких напада који су временом постајали све чешћи и све жешћи. Сва власт припадала је лукавом евнуху Јовану, који је водио државу са великом спретношћу, али је немилосрдно повећао финансијске терете и поступао са крајњом безобзирношћу при утеривању пореза. Као присталица ниског порекла, Јован Орфанотроф био је отелотворење биократског цантрализма старог стила, толико је и његова управа имала антиаристократску ноту. Слој који је највише трпео била је војна аристократија Мале Азије, и стога је цариградско чиновничко племство првобитно пристало уз владу. Михаило Псел, један од типичних предствника грађанске странке, са задовољством истиче како влада Михаила Пафлагонца није ништа променила у предстојећем поретку и како уопште није наудила члановима сената, међутим, за становништво су безобзирне методе Орфанотрофове била тешка проба, поготово будући да он никада није губио из вида своју властиту добит те је и целу своју родбину хранио из државне касе.

### Стање на двору
Душа нове владе био је евнух Јован, брат царев. То је био човек жива духа, брзе одлуке, охола и строга погледа, одличан политичар и финансиер првога реда. Изванредно вичан јавним пословима, савршено обавештен о свему што се догађа у престоници и у Држави, он је чак и у граји светковина и вреви банкета ишао за остварењем својих амбиција. У самој ватри гозба, он је пажљиво мотрио на своје госте, и имао је ту драгоцену способност да, чак и кад је пијан, задржи тачно сећање на све што се око њега у пићу казало. Тако је он свима уливао спасоносни страх и бојали су га се још више кад је био пијан него кад је био трезан. Неограничено одан своме брату кога је обожавао, славољубив једино за њега, он је у његову службу стављао сав свој ум, своју вештину, своје: дубоко познавање људи. Он је некад бацио Михаила у наручја Зое; сад кад га је, благодарећи њој, начинио царем, сматрао је да је захвалност излишна; ствар кад се тиче царице. Сутрадан од његовог проглашења, цар се прво показивао врло љубазан спрам Зое, покоран свакој њеној вољи, тражећи сваку прилику да јој се допадне. Под утицајем свога брата он ускоро промени држање, Пселос каже:
Ја не могу за то ни да га кудим, ни да га, хвалим. Ја зацело не одобравам кад се неко покаже незахвалан спрам своје добротворке. А, међутим, не могу да му пребацим што се бојао да поред ње не дочека исту судбину као и њен први муж.
Михаило је и сувише добро познавао Зое, а, да не би био у искушењу да је се чува.
Он је почео тиме што је послао у изгнанство љубимце које је она некад одликовала. Затим, по савету свога брата, он одлучно узе власт у своје руке, и заповеди царици, да се повуче у гинекеј и да се убудуће уздржава од појављивања на званичним литијама. У исто време одузе јој евнухе, најверније жене, а на њихово место, да би мотриле: на њу, намести код ње госпође из своје родбине. Један официр одан Михаилу буде постављен на почасну службу царичину, и она је била у толикој мери одвојена да није могла више примати никога, ако се претходно није сазнало какав је посетилац и шта има да каже василиси. Чак су јој били забранили да излази из свога одељења, да се шета, да иде у купатило, без изричног овлашћења од цара. Зое је била огорчена због оваквог поступања, али није имала начина да се, одупре. Не клонувши духом, она се чинила као и дотле љубазна и савршено помирљива; без жаљења је подносила увреде и понижења, не пребацујући ништа Михаилу, не кривећи никога, љупка чак и према својим тамничарима који су били на челу гарде. Али, после свега што је била учинила за свога пређашњег љубазника, удар је био колико свиреп толико и неочекиван.
Што јој је било још теже, то је што се тај Михаило, кога је она некад толико волела, сад с гнушањем окретао од ње и чак није хтео више ни да је види. Поред тога што се осећао нелагодно, јер је на њена доброчинства одговорио таквом незахвалношћу, осећао је да постаје све болеснији, његови наступи падавице били су све чешћи и све јачи, и он се непрестано бојао да му не наиђе који пред Зое. Затим, како није био рђав човек, имао је гриже савести, и тражио да испашта своје грехе. Сад је живео само у друштву калуђера, у двору је био окружен аскетима у дроњцима покупљеним по улицама, и понизно, у знак покајања, легао је пред њихове ноге, с телом опруженим на једној дасци, с главом наслоњеном на камен. Зидао је болнице, цркве, нарочито је обожавао Димитрија, великог свештеника солунског; осећао је особиту побожност спрам Кузмана и Дамјана, светих врача, за које се у Византији веровало да лече најнеизлечивије болести. Али ништа није умирило његове патње и његово неспокојство. Онда му његове духовне вође, којима је био исповедио своје лудости и своје злочине, наредише да прекине сваку телесну везу са својом женом. И он је побожно слушао њихове заповести.

### Македонски устанак
За време Михаила Пафлагонца долазе сумњиви и скоројевићски елементи. Развија се и корупција. Притисак политички и економски огорчава људе и изазива протесте и побуне. Нови режим прекинуо је и са традицијом Василијеве политике у Маћедонији. За охридског архиепископа доведен је један Грк, Лав, учени хартофилакс цариградске Св. Софије. Тако је укинуто последње високо звање словенске хијерархије и окрњено право словенских епископа да бирају свог поглавара.
Међу Словенима још су биле доста живе традиције о својој држави и доста јака племенска свест у супротности према Грцима. Стога је сасвим разумљиво што се на притисак власти јавио јак и бунтован отпор. Тим пре, што је и нова пореска политика византијских власти, с одбијањем примања прихода "у природи", раздражила свет у Маћедонији. Отворен устанак изби, кад у земљу стиже из грчког ропства Петар Дељан, који се издавао за сина цара Радомира. Устанак је букнуо 1040. год. на северу, у околини Београда, на подручју угрожаваном од Печенега, где се Петар, вероватно, надао и помоћи од Мађара, пошто му је мајка, ако је он доиста био Радомиров син из првог брака, била мађарска принцеза. Устанак се брзо рашири по свој данашњој северној Србији и доприје до Ниша и Скопља.
У исто време изби и устанак у Драчу против тамошњег грамжљивог византијског заповедника, а на чело устанка дође неки Тихомир, као одличан војник. Очевидно је, већ по имену вође, да је у том устанку словенски елеменат узео жива учешћа.
Поред та два, избио је и устанак у Зети, најозбиљнији и најуспешнији. После убиства кнеза Владимира, прича Дукљанска Хроника, у земљи је настало безвлађе и злурадост. Которани су убили кнеза Драгомира с мотивацијом, да неће више владара који ће их притискати, и да је дошло време када владара нестаје. Али после грчког завојевања у земљи је настало тешко стање. Син Драгомиров, Доброслав, узео је на се перфидну улогу, да подбада Грке на све веће опачине, правећи им се иначе као пријатељ, а бунио је с друге стране народ против угњетача. И једног дана, киван на Грке, народ се диже и поби све њихове великаше, који се затекоше међу њима. Тада позваше Доброслава, који прими власт над народом и поче борбу за ослобођење. Тај Дукљанинов Доброслав у грчким списима зове се Стеван Војислав, и ми сви ово друго име, пошто се налази у поузданијим изворима, узимамо као право. Грци су нам забележили, да је први устанак међу Србима букнуо 1035/6. године, али да је брзо завршен једним наметнутим уговором. Војислав је био узет за таоца и одведен у Цариград, а надзор над побуњеном земљом поверен Теофилу Еротику. Војислав је наскоро побегао, дочепао се својих планина и почео борбу, завладавши убрзо читавим крајем од Захумља до Скадарског језера.
Зетском успеху знатно су помогли устанци Дељанов и Тихомиров. Као услед ватре подметнуте с више страна читав је Балкан буктао у побуни. Дељанова војска сједини се с Тихомировом. Да не би било борбе о првенство, Тихомир би убијен, а Дељан проглашен за јединог владара. Победоносна војска устаника продре чак до стародревне Тебе. Уз пут, као у Епиру, где су убили пореског старешину, придружише им се и други незадовољни елементи. Цар Михаило, уплашен, побеже у Цариград из Солуна, у коме се тад случајно налазио. Усред тих успеха стиже устанике несрећа. Алусијан, син фаталнога цара Владислава, који је био намесник у Ерзеруку, па ради неких неправилности стављен под истрагу и прогоњен, побеже у Европу и, чувши за устанак, јави се Дељану код Острова. Он је пожурио да се поставио као кандидат за престо, иако то није хтео одмах да каже. Дељан га је примио лепо, поделио чак власт с њим и дао му добар део војске, да с њом заузме Солун. Али неспособни Алусијан претрпи пораз. Да се освети Петру за прекоре стога, и да га уклони као такмаца, Алусијан га даде, на једној нарочито приређеној гозби, опити и ослепити. То недело не донесе му оно чему се надао; народ није био нимало вољан да пође за таквим човеком. Алусијан, видећи то, оде Грцима. Цар Михаило, обавештен о свему, пожури према Острову, нападе тамо пометену војску и порази је, а слепог Дељана зароби. Иза тог пође за Прилеп, који је бранио Манојло Ивац, вероватно сродник храброг војводе Самуилова. Пошто су освојили тај град Грци су пошли према северу, где су устаници дали последњи отпор код Бојане, близу Софије. Кад је и тај био скршен, 1041. год., читава Маћедонија допала је поново под грчку власт.
Срећнији беше у својим борбама Стефан Војислав. Протеравши грчке власти, он је у својој горовитој отаџбини био несметан од Грка све док није сам дао повода за напад. Цару Михаилу, који се бавио у Солуну, беше послата, вероватно из Јужне Италије, једна велика пошиљка злата од 10 кентенара. Бура је лађу са тим драгоценим теретом бацила на зетску обалу. Војислав је злато, које му је тако дошло на ноге, запленио и задржао, поред свих протеста царевих. Тада се цар Михаило одлучио да казни одметнутог кнеза. Евнух Георгије Проват доби наредбу да крене у Зету. Тај војсковођа западе у зетским кланцима у спремљену заседу, 1040. год., и би потпуно поражен. У овој борби нарочито се истакао Војиславов син Радослав, који је убио једног од грчких заповедника и тим унео прву забуну у њихову војску. Спречени Дељановим напредовањем, Грци нису могли да одмах понове напад, него су морали пустити, да Војислав ојача и довољно спреми за даље борбе.

## Смрт
Временом ипак, лишена свега што је волела, Зоја се побуни. Она је знала да је популарна у престоници, као жена и као законита наследница монархије, а исто тако због своје дарежљивости којом је увек обиловала. Она се дакле побуни против поступања које је трпела; ускоро се усуди још више: покушала је, кажу, да отрује првога министра, рачунајући да кад се једаред извуче испод тог кобног утицаја, Михаило, кога је она једнако волела, вратиће јој се покорно. Њен покушај не успе, и једини резултат који је постигла било је пооштрење њене казне. И ствари су тако трајале до смрти цареве. Све болеснији, још ослабио од напора енергије коју је био уложио да стиша побуну Бугара, још млади Михаило је видео да ће скоро умрети. Мучен савешћу, желећи да живот бар заврши побожно, он нареди да га, децембра 1041. г. пренесу у један манастир који је он основао, и, по обичају многих Византинаца, да би завршио као светитељ, тамо обуче црну калуђерску ризу. Кад та вест стиже у царски гинекеј, Зоја, луда од бола, хтеде последњи пут да види тога мужа, тога љубавника, кога није могла да заборави, и презирући етикету, не водећи бригу о пристојности, она пешке отрча у манастир, да му каже последње збогом. Али Михаило, жељан да умре на миру, хладно одби да прими ту жену која га је обожавала и упропастила. Мало затим, он издахну, де дочекавши нове подухвате у Зети.